# 1er. festival de la canción infantil de radio variedades: canta Chespirito y su compañía
1er. Festival de la Canción Infantil de Radio Variedades: Canta Chespirito y su Compañía é uma coletânea musical lançada em 1979, interpretada pelo elenco da série mexicana El Chavo del Ocho.

## Informações
Com a intenção de dedicar o ano de 1979 às crianças, a antiga rádio mexicana Radio Variedades lançou um festival de música infantil. O evento funcionou à base de escolha de diversas músicas infantis de vários autores. Estes enviariam suas músicas à rádio, que tinha a função de votar nas melhores para integrar ao festival e estas enfim seriam lançadas em um disco. Como complemento, a rádio acabou tendo a ideia de convocar o elenco da série El Chavo de Ocho, febre entre as crianças na época, para interpretar as canções escolhidas. Entre elas, está a canção "Mi Papi es un Papi Muy Padre", já interpretada pela atriz Maria Antonieta de las Nieves e "El Burro de Matías", interpretada pelo ator Rubén Aguirre para a trilha sonora Así cantamos y vacilamos en la vecindad del Chavo de 1978.

## Faixas
| N.º | Título                          | Compositor(es)             | Intérprete(s)                         | Duração |  |
| 1.  | "La Marcha de los Santos Reyes" | J. Gpe. Zúñiga Fernández   | El Chavo, La Chilindrina, Pópis, Ñoño |         |  |
| 2.  | "9 Mayos"                       | Victor Manuel Saldivar     | El Chavo                              |         |  |
| 3.  | "Paco el Bueno"                 | Paco Toscano               | Ñoño                                  |         |  |
| 4.  | "Y lo Amo"                      | Carlos Hernãndez Silva     | Doña Florinda                         |         |  |
| 5.  | "De Color de Rosa"              | Raúl Ortega Barajas        | Profesor Jirafales                    |         |  |
| 6.  | "Mi Papi es un Papi Muy Padre"  | Toscano                    | La Chilindrina                        |         |  |
| 7.  | "El Burro Matias"               | José López Moctezuma       | Profesor Girafales                    |         |  |
| 8.  | "La Princesa Palomita"          | López Moctezuma            | Doña Florinda                         |         |  |
| 9.  | "Escucha a un Niño Decir"       | Manuel Chavira Oliva       | Família Chavira Oliva                 |         |  |
| 10. | "Anhelo"                        | Nora Elena Lave de Partida | La Bruja del 71                       |         |  |

## Histórico de lançamentos
| País   | Data | Formato    | Gravadora                | Ref.  |
| ------ | ---- | ---------- | ------------------------ | ----- |
| México | 1979 | LP cassete | Fontana Records PolyGram | [ 1 ] |